# Plebeia lucii
Plebeia lucii là một loài Hymenoptera trong họ Apidae. Loài này được Moure mô tả khoa học năm 2004.